# Арнакия
Арнакия  или книжовно Арнауткьой (на македонска литературна норма: Арнакија; на албански: Arnakija) е село в Община Сарай, Северна Македония. Селото е разположено в западния край на Скопското поле, вляво от магистралата Скопие - Тетово на десния бряг на Суводолица.

## История
На етническата си карта от 1927 година Леонард Шулце Йена показва Арнауткьой (Arnautköj) като албанско село.
На етническата си карта на Северозападна Македония в 1929 година Афанасий Селишчев отбелязва Арнауткьой като албанско село.
Според преброяването от 2002 година Арнакия има 1077 жители.
| Националност     | Всичко |
| северномакедонци | 4      |
| албанци          | 1063   |
| турци            | 1      |
| роми             | 0      |
| власи            | 0      |
| сърби            | 0      |
| бошняци          | 9      |
| други            | 4      |